# Зелёные озёра
Зелёные озёра (лит. Žalieji ežerai) — шесть озёр, расположенных в северо-восточной части Вильнюса, в региональном парке Вяркяй.
Озёра имеют ледниковое происхождение, очень глубокие. Озёра отличаются неповторимым ярко-зелёным цветом из-за высокого содержания карбонатов в воде. Озёра окружают крутые лесистые холмы высотой до 40 метров над водой, почти такую же глубину имеют сами озёра. Озёра образовались от таяния ледников около 18 тысяч лет назад. Имеют сток в реку Реше.
Самое большое озеро, окруженное густыми лесами, называется Бальсис (также — Зелёное) (площадь 55 га). Названия остальных пяти: Гульбинас (36,8 га), Мажасис Гульбинас (10,4 га), Райстелис (1 га), Акис, Бараукос Акис.
Вокруг озер проложены велосипедные тропы, а на берегу обустроены городские пляжи, так что они в любое время года являются местом отдыха горожан. Озёра парка Веркяй интересны и тем, что на их берегах произрастает множество интересных растений, в том числе таких редких для Литвы, как болотные орхидеи.

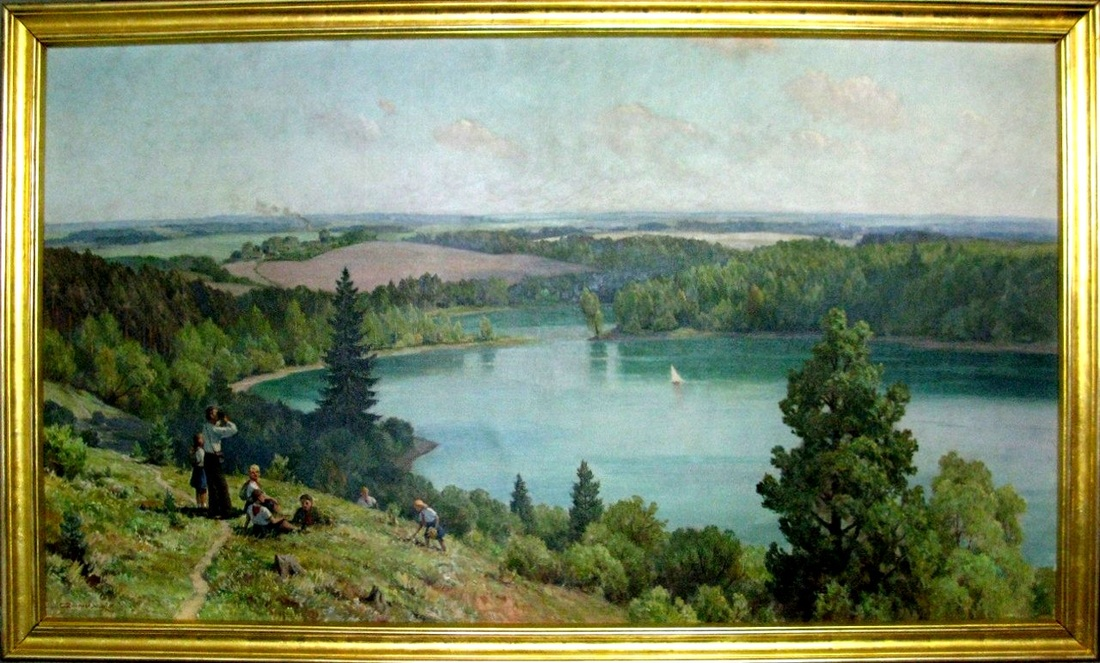
Чеслав Знамеровский, «Зелёные озёра», 250 х 145 см, 1955